# Great Falls Park

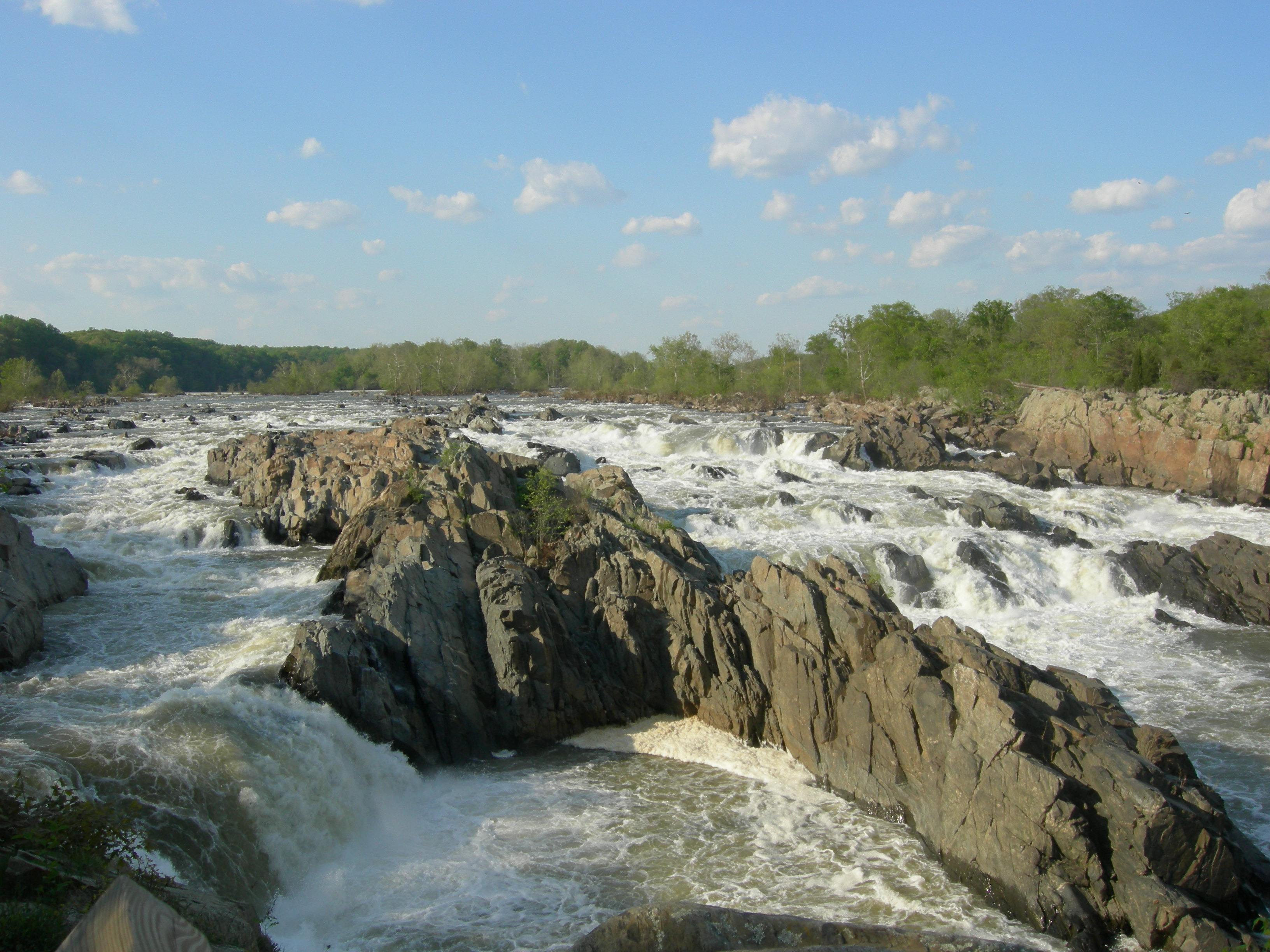
Widok na wodospad Great Falls na rzece Potomak

Great Falls Park – federalny obszar chroniony położony w północnej części amerykańskiego stanu Wirginia. Jest jednym z kilkunastu parków formalnie wchodzących w skład George Washington Memorial Parkway i znajdujących się pod zarządem National Park Service. Ustanowiony w 1966 roku park zajmuje powierzchnię 3,24 km² i odwiedzany jest corocznie przez około pół miliona turystów. Jego główną atrakcją są wodospady Great Falls na rzece Potomak oraz historyczne pozostałości kanału Patowmack Canal.

## Historia

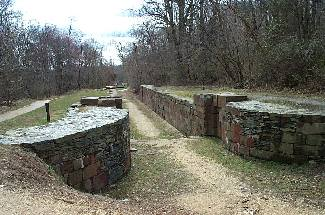
Pozostałości śluz na kanale Patowmack Canal

Będące współcześnie główną atrakcją parku wodospady Great Falls na Potomaku, obecnie pod ochroną, w połowie XVIII wieku uznawane były głównie za przeszkodę w żegludze po rzece. Chcąc połączyć wschodnie wybrzeże Stanów Zjednoczonych z doliną rzeki Ohio, delegaci do Kongresu Kontynentalnego podjęli plan wybudowania sieci kanałów, które umożliwiłyby żeglugę na odcinku ponad 300 kilometrów w górę rzeki. W 1785 roku utworzono firmę Patowmack Canal Company i rozpoczęto budowę pięciu kanałów. Przewodził jej, aż do momentu objęcia prezydentury Stanów Zjednoczonych, George Washington.
Największym i najtrudniejszym do skonstruowania pod względem inżynieryjnym był Patowmack Canal zbudowany na odcinku Great Falls. Ukończony w 1802 roku kanał uważany jest za największe osiągnięcie inżynieryjne XVIII-wiecznych Stanów Zjednoczonych. Kanał funkcjonował przez 26 lat umożliwiając transport towarów w górę rzeki. Jego pozostałości można oglądać na terenie parku do dzisiaj.
Na początku XX wieku dwóch przedsiębiorców, John McLean i Steven Elkins, zakupiło tereny w okolicach wodospadu i wybudowało tu park rozrywki. Turyści   mogli dojechać do wodospadów trolejbusami z  waszyngtońskiej dzielnicy Georgetown. Wybudowano drewniane platformy i wieże obserwacyjne, karuzelę oraz ekskluzywny hotel z restauracją. Park osiągnął natychmiastowy sukces. Jednak nadejście ery samochodów oraz kilka powodzi, które doszczętnie zniszczyły infrastrukturę parku, spowodowały, że został on zamknięty.
Tereny te zakupiła firma energetyczna Potomac Edison Power Company, która planowała wybudowanie w tym rejonie zapory w celu produkcji energii elektrycznej. Okazało się jednak, że warunki geologiczne i hydrologiczne nie sprzyjają takiemu przedsięwzięciu. Teren został wynajęty przez władze samorządowe i udostępniony publiczności jako park. Ostatecznie w 1966 roku, obszar o powierzchni ok. 3,24 km² został zakupiony przez National Park Service. W 1968 roku wybudowano pawilon dla odwiedzających.
W kolejnych latach wybudowano 24 kilometry pieszych szlaków turystycznych. Podjęto się również zabezpieczenia pozostałości po historycznych śluzach kanału Patowmack Canal. Obecnie park jest dla mieszkańców oddalonego o 25 kilometrów Waszyngtonu popularnym miejscem wypadów, uprawiania turystyki i sportu.

## Park współcześnie

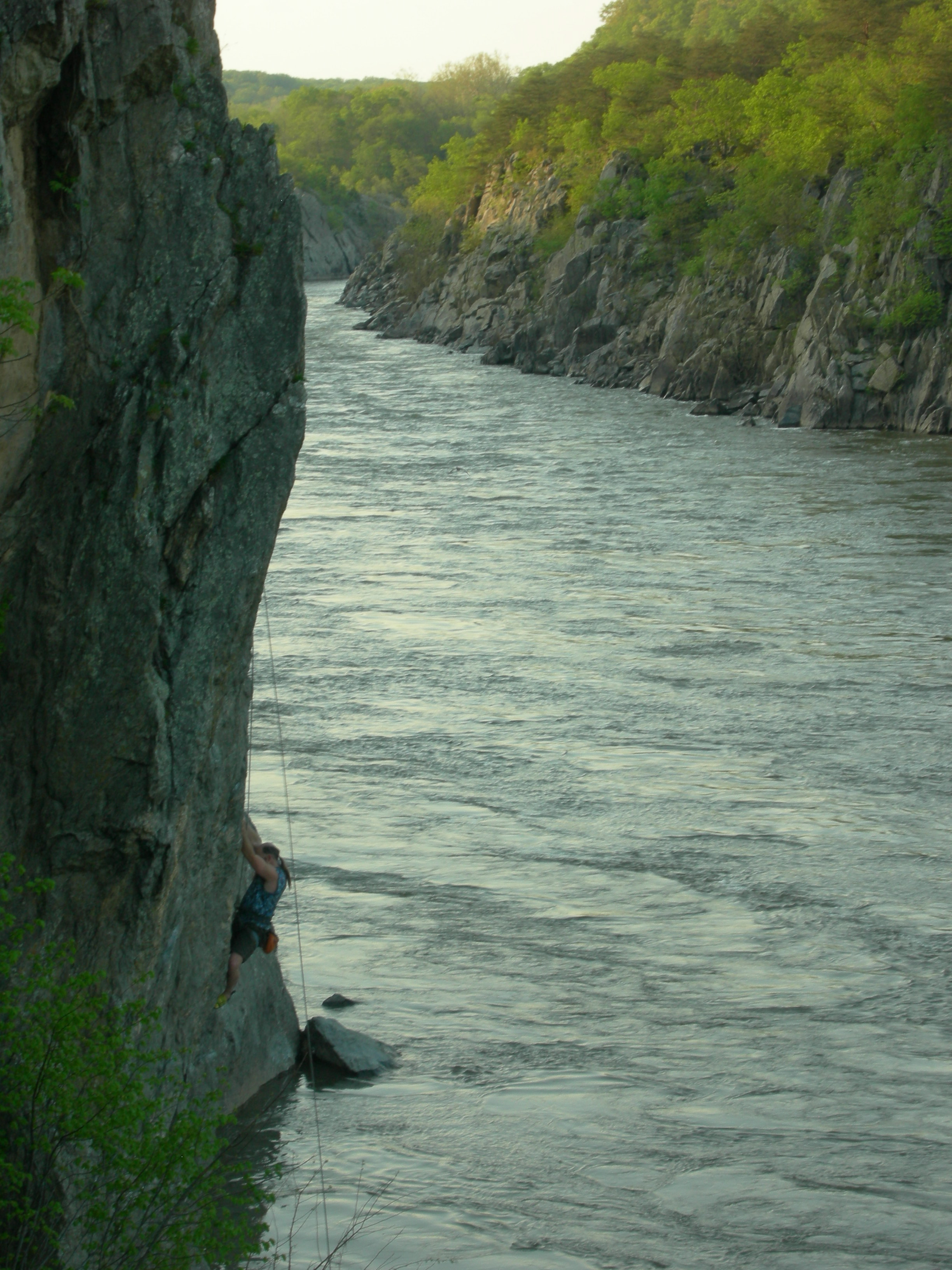
Wspinacz w parku Great Falls

Park odwiedzany jest corocznie przez około pół miliona turystów. Najpopularniejszą wśród nich czynnością jest podziwianie wodospadów z jednego z trzech specjalnie w tym celu wybudowanych punktów widokowych. W parku są wytyczone 24 kilometry pieszych szlaków turystycznych; jedna trzecia z nich jest udostępniona rowerzystom i miłośnikom jazdy konnej. Niektórzy turyści przybywają tu, aby obserwować niektóre ze 163 gatunków ptaków występujących na tym obszarze. Można tu również uprawiać sporty wodne takie jak kajakarstwo czy wędkarstwo; zabronione jest jednak wchodzenie do wody. Park jest też bardzo popularnym miejscem wspinaczkowym. Na ścianach przełomu rzeki – poniżej wodospadów – wytyczone są liczne drogi wspinaczkowe o długości od 8 do 24 metrów i trudności od 5.0 do 5.14 w amerykańskiej skali trudności dróg skalnych, choć trudność większości z nich mieści się pomiędzy 5.5 a 5.9 (IV i VI według UIAA). 
Same wodospady Great Falls, będące główną atrakcją parku, znajdują się w granicach stanu Maryland. Granica pomiędzy Maryland i Wirginią przebiega bowiem wzdłuż zachodniego brzegu rzeki. Z tego właśnie brzegu, na którym położony jest park Great Falls, wodospady są bardzo dobrze widoczne.